# Villa Passano
Villa Passano ist eine Ortschaft in Uruguay.

## Geographie
Sie befindet sich auf dem Gebiet des Departamento Treinta y Tres in dessen Sektor 7 in der Cuchilla de Palomeque nahe der Grenze zum Nachbardepartamento Rocha. Unweit östlich von Villa Passano liegt die Mündung des Río Olimar in den Río Cebollatí. Die nächstgelegenen Ansiedlungen sind Arrocera Procipa im Norden und General Enrique Martínez im Nordosten.

## Infrastruktur
Durch Villa Passano führt die Ruta 19.

## Einwohner
Villa Passano hatte bei der Volkszählung im Jahre 2011 18 Einwohner, davon zwölf männliche und sechs weibliche.
| Jahr | Einwohner |
| ---- | --------- |
| 1963 | -         |
| 1975 | 69        |
| 1985 | 93        |
| 1996 | 53        |
| 2004 | 55        |
| 2011 | 18        |

Quelle: Instituto Nacional de Estadística de Uruguay